# Delonte Holland
Pour les articles homonymes, voir Holland.
Delonte Jermaine Holland (né le 2 mars 1982 à Greenbelt dans le Maryland) est un joueur de basket-ball américain évoluant au poste d'ailieren NBA aux Idaho Stampede.Il mesure 2,01 m.

## Clubs
- 2001-2002 :  Vincennes University (NCAA)
- 2002-2004 :  Université DePaul (NCAA)
- 2004-2005 :  KK Atlas Belgrade (Serbie)
- 2005-2006 :  Teramo (LegA)
- 2006-2007 :  Varese (LegA)
- 2007-2008 :  Virtus Bologne (LegA) /  Varese (LegA)
- 2008-2009 :  Rio Grande Valley Vipers (NBA Development League) /  Roseto Basket (LegA Due) /  Besançon Basket Comté Doubs (Pro A)
- 2009:  Idaho Stampede (NBA Development League)
- 2010 : Riyadi Club Beyrouth (Liban)
- 2013 : Antranik Beyrouth (Liban)